# Роберто Кортес
Роберто Кортес (ісп. Roberto Cortés, 2 лютого 1905 — 30 серпня 1975) — чилійський футболіст, що грав на позиції воротаря, зокрема, за клуб «Коло-Коло», а також національну збірну Чилі, у складі якої 1930 року був учасником першого чемпіонату світу.

## Клубна кар'єра
У дорослому футболі дебютував 1926 року виступами за команду клубу «Чилекс Чукікамата», в якій провів чотири сезони. 
1930 року перейшов до «Коло-Коло», за який відіграв сім сезонів, після чого 1936 року завершив кар'єру футболіста.
Помер 30 серпня 1975 року на 71-му році життя.

## Виступи за збірну
1926 року дебютував в офіційних матчах у складі національної збірної Чилі. Протягом кар'єри у національній команді, яка тривала 10 років, провів у її формі 9 матчів, пропустивши 14 голів.
У складі збірної був учасником чемпіонату світу 1930 року в Уругваї, де захищав ворота своєї команди у всіх трьох матчах групового турніру. Чилійці посіли друге місце у своїй групі, чого згідно з тодішнім регламентом змагання було недостатньо аби пройти до стадії плей-оф.

## Титули і досягнення
- Бронзовий призер Чемпіонату Південної Америки: 1926